# Zaria

Zaria é uma cidade da Nigéria, no estado de Kaduna. Localiza-se no norte do país. Tem cerca de 963 mil habitantes. Foi fundada por volta do ano 1000 como uma cidade-estado hauçá.